# آندراگوراس
آندراگوراس (یونانی: Ἀνδραγόρας) (به پارسی باستان : ناریسنکای به معنی مردکلام) نام شَهرَب پارت و هیرکانی در دهه ۲۵۰ پیش از میلاد و به‌هنگام فرمانروایی سلوکیان (آنتیوخوس یکم و آنتیوخوس دوم) بود. هنگامی که سلوکیان درحدود سال ۲۴۵ پیش از میلاد درگیر جنگ داخلی (جنگ لائودیکه) بودند، وی از فرصت پیش‌آمده استفاده کرد و به‌صورت نمادین با ضرب سکه‌های طلا (استاتر) از امپراتوری سلوکی اعلام استقلال نمود. اندکی پس از این رویداد، ارشک، رهبر قبیله پرنی، یکی از قبایل داهه، از جنگ داخلی میان سلوکیان بهره برد و با ازمیان‌بردن آندراگوراس، توانست بر قلمروی پیشین او چیرگی یابد.

## سکه‌شناسی
آندراگوراس پس از اعلام استقلال، به نام خود سکه‌هایی ضرب کرد که البته در آن‌ها از عنوان شاه (βασιλεύς) استفاده نکرده‌است. وی برروی سکه‌های خود با یک دیهیم به تصویر کشیده شده‌است که آن زمان، نمادی سلطنتی محسوب می‌شد. سکه‌های آندراگورس شامل دو گونه طلا (استاتر) و نقره (تترادراخما) هستند. نقش موجود روی سکه‌های طلا، مشخصا سر یک مرد ریش‌دار است، همراه با دیهیم. در پشت سکه‌های آندراگورس نیز یک الهه بال‌دار (احتمالا نیکه) و یک مبارز سوار بر ارابه مشاهده می‌شوند؛ همچنین برروی سکه‌ها و در جانب نقش چهره آندراگورس، گونه‌ای طغرا با الفبای یونانی حروف H و A و P قرار دارد.